# Gymnobela brachis
Gymnobela brachis é uma espécie de gastrópode do gênero Gymnobela, pertencente a família Raphitomidae.